# Session 2
Session 2 – album koncertowy brytyjskiego zespołu The Herbaliser, opublikowany 27 lipca 2009 na Bandcampie i 28 lipca 2009 roku przez wytwórnię !K7 Records.

## Album

### Historia i muzyka
Session 2 został nagrany w dniach 9 – 11 marca 2009 roku w londyńskim Unit L Studios i jest kontynuacją wydanego w 2000 roku Session One. Podobnie jak w jego przypadku pomysł The Herbaliser polegał na stworzeniu „żywych” wersji instrumentalnych w środowisku studyjnym. Zespół wziął na warsztat utwory, które pierwotnie znalazły się na jego albumach studyjnych: Blow Your Headphones (1997), Very Mercenary (1999), Take London (2005) i Same as It Never Was (2008) i wykonał je w nowych interpretacjach posiłkując się rozbudowaną, błyskotliwą sekcją dętą. Brzmienie całości dodatkowo wzbogacił Ollie Teeba rytmicznymi, mocnymi skreczami na płytach winylowych.

### Lista utworów
Lista według Discogs:
| 1.  | Mr. Chombee Has The Flaw  | 3:31  |
|     |                           |       |
| 2.  | Geddim!                   | 4:55  |
|     |                           |       |
| 3.  | AM Prelude                | 1:32  |
|     |                           |       |
| 4.  | Another Mother            | 7:33  |
|     |                           |       |
| 5.  | Blackwater Drive          | 4:47  |
|     |                           |       |
| 6.  | MS Prelude                | 1:30  |
|     |                           |       |
| 7.  | Moon Sequence             | 6:09  |
|     |                           |       |
| 8.  | Amores Bongo              | 4:07  |
|     |                           |       |
| 9.  | CC Prelude                | 0:36  |
|     |                           |       |
| 10. | Theme From Control Centre | 5:28  |
|     |                           |       |
| 11. | Stranded On Earth         | 10:36 |
|     |                           |       |
|     |                           | 50:44 |
|     |                           |       |

### Muzycy
Lista według Discogs
- Jake Wherry – gitara basowa
- Ollie Teeba – turntablizm
- Chris Bowden – saksofon altowy
- Carsten Scov – bongosy, kongi
- Ralph Lamb – klawinet, trąbka, skrzydłówka
- Oliver Parfitt – klawinet, syntezatory
- Andy Ross – piccolo, flet, saksofon barytonowy, saksofon tenorowy, instrumenty perkusyjne
- Mickey Moody – perkusja

## Odbiór

### Opinie krytyków
| Recenzje   | Recenzje |
| Publikacja | Ocena    |
| ---------- | -------- |
| laut.de    | [ 7 ]    |
| PopMatters | 8/10     |

„Jake Wherry i Ollie Teeba przekopują się przez przepełnione archiwum i zestawiają utwory z całej dekady w niezwykle muzycznej retrospektywie” – zauważa Dani Fromm z magazynu laut.de dając jako przykład utwory „Geddim!” i „Mr Chombee Has The Flaw”. Każdy utwór albumu „podlega ciągłemu rozwojowi. Elementy dźwiękowe są pomijane, nowe wtapiają się w obraz tak płynnie, że nawet nie zauważa się akustycznych zmian”. Dzięki temu Session 2 doskonale się sprawdza „jako relaksująca muzyka tła”. Zespół tworzą „znakomici muzycy”, a każdy uczestnik sesji „dokładnie wie, co ma robić i gdzie jest jego miejsce”. Autor podkreśla wkład wszystkich muzyków w realizację albumu, w tym Olliego Teeby, obsługującego gramofon, który tu pełni rolę instrumentu muzycznego.
Również Estella Hung z magazynu PopMatters wysoko ocenia dokonanie zespołu. Każdy z ośmiu głównych utworów Session 2, wybranych z ostatnich albumów The Herbaliser został „potraktowany ze spontanicznym, organicznym polotem, odpowiednim dla sal koncertowych, aby kontrastować z przytłumionym, bardziej wykalkulowanym (ale niekoniecznie matowym) słuchawkowym brzmieniem ich oryginałów”.
Natomiast według Chrisa Powera z BBC ostateczny rezultat reinterpretacji utworów studyjnych jest niejednoznaczny: tam gdzie zespół zbyt wiernie trzyma się materiału źródłowego, zawodzi, natomiast tam, gdzie kiedy odnosi sukces, sprawia, że materiał źródłowy brzmi gorzej i staroświecko. W efekcie fani The Herbaliser, którym spodoba się Session 2, mogą – jego zdaniem – nieco mniej polubić oryginalne utwory. 